# Mika Horiuchi
Mika Horiuchi es un músico japonés/estadounidense, nacido el 22 de abril de 1986 en Seattle, Washington. Mika es conocido por ser bajista de la banda de heavy metal Cellador y por haber sido bajista de la banda de post hardcore Falling in Reverse. También es solista en su proyecto Starstruck for Stereo.

## Historia

### Inicios
A los 9 años de edad, Mika aprendió a tocar guitarra, tocando en agrupaciones de música clásica y en conjuntos de jazz. En su adolescencia, Mika aprendió a tocar el bajo, formando su primera banda en el año 2001, a los 16 años. 

### Cellador (2007-2009)
Mika se integró a inicios del 2007 a la banda Cellador. Su primer show junto a la agrupación fue en su ciudad natal, Nebraska, junto a la banda Unearth. En abril, la banda fue convocada a formar parte del tour de la banda All That Remains encabezando tour, tras eso se convirtió en bajista permanente. 
Mika dejó la banda a mediados del 2009, sin razones aparentes, actualmente la banda está formada solo por el guitarrista/vocalista Chris Petersen.

### Starstruck For Stereo (2010-presente)
Mika tiene una carrera solista, conocido como Starstruck For Stereo, su estilo mezcla la música acústica, pop, rock alternativo, indie rock y rock experimental. Mika ha lanzado un demo en su MySpace, L-O-V-E-U, el 22 de enero del 2011.
En este proyecto, Mika canta y guitarra, bajo, percusión, piano y sintetizadores.

### Falling in Reverse (2011-2012)
En reemplazo del fundador y bajista, Nason Schoeffler, Mika se integró a la banda Falling in Reverse, a finales de abril del 2011.
Nason dejó la banda debido para priorizar su proyecto, Me Myself Alive, donde se desempeña como vocalista y bajista. El álbum debut de la banda, The Drug In Me Is You, fue lanzado el 26 de julio. Mika aparece como bajista en los créditos, aunque no compuso y participó en estudio, sí participa en videoclips.
Actualmente la banda está de gira, junto a esto confirmó su integración al Warped Tour anual.

## Trivia
- Mika es conocido por sus solos de bajo y la agilidad de sus dedos.
- Billy Sheehan y Toshiya (Dir en grey) son los que más influyen, escuchándose en su forma de tocar. Pese a su falta de reconocimiento en el mundo, Mika Horiuchi ha estado influenciado durante sus años de juventud por la música Japonesa, es decir, J-Metal/Visual Kei esto lo podemos comprobar en su canal de YouTube en el cual tiene subida covers de grupos, como Galneryus (Power metal Japonés) o por sus numerosas camisetas de X Japan, Dir en grey, entre otras. Mucha gente atribuye su forma de tocar a músicos de la escena Heavy metal americano (entre otros) por falta de información, pero Mika ha estado influenciado por bajistas menos famosos y guitarristas como Hide de X Japan. (Ya fallecido)
- A mediados del 2008, Mika lanzó su propia línea de ropa, Aizou Clothing.[1]